# 葡萄牙的伊莎貝爾 (卡斯提亞王后)
葡萄牙的伊莎貝爾（Isabel de Portugal，1428年—1496年8月15日），卡斯提爾王后，葡萄牙若昂王子的女兒。

## 家庭
1447年，伊莎貝爾和卡斯提爾國王胡安二世結婚，兩人共有1子1女：
1. 伊莎貝拉（1451年—1504年），卡斯提爾女王
2. 阿方索（1453年—1468年），早逝